# Grete Waldau
Grete Waldau (ur. 1868 r. we Wrocławiu, zm. 1951 r.) – niemiecka malarka i graficzka.  

## Życiorys
Urodziła się w 1868 r. we Wrocławiu. Dorastała w rodzinie urzędniczej i ukończyła studia jako nauczycielka, ale nie pracowała w zawodzie. Prawdopodobnie kształciła się jako artystka we Wrocławiu, w którym przebywała do 1891 roku. Wiele podróżowała po Rosji, Holandii, Belgii i Niemczech. Malarstwo studiowała u berlińskich malarzy Wilhelma Streckfussa i Carla Graeba, brała także lekcji w Norymberdze u Lorenza i Paula Ritterów. W 1889 r. zaliczyła debiut wystawienniczy w Królewcu, a 3 lata później na międzynarodowej wystawie sztuki w Monachium z sukcesem sprzedała jedną ze swoich prac królowi Rumunii.  
W 1900 roku jako pierwsza kobieta otrzymała państwowe zamówienie na mural. Najpóźniej od 1902 r. mieszkała na stałe w Berlinie. Najchętniej podejmowała tematykę pejzażu miejskiego i przemysłowego, przyjmowała także zamówienia na malarstwo ścienne w budynkach instytucji państwowych, m.in. w centrali telefonicznej w Berlinie, poczcie głównej w Oldenburgu, siedzibie nadprowincji we Wrocławiu oraz ratuszach w Charlottenburgu, Emden, Spandau i Gliwicach. Jej obrazy były również reprodukowane w książkach. 
Jej impastowy, szybki, lekko impresjonistyczny styl był poszukiwany i ceniony już za jej życia. Brała udział w międzynarodowych wystawach, zdobywając złote i srebrne medale (Wielki Złoty Medal w 1900 r. w Paryżu, Srebrny Medal w 1904 r. w St. Louis, Wielki Złoty Medal w 1914 r. w Malmö).  Z jej obszernej twórczości zachowało się ok. 30 obrazów będących własnością prywatną, jeden obraz będący własnością publiczną w Pałacu Liechtenstein w Wiedniu oraz trzy akwarele w zbiorach Stiftung Preußische Schlösser und Gärten Berlin-Brandenburg.  